# 京吉
京吉（Gingee），是印度泰米尔纳德邦维鲁普兰县的一个城镇。总人口20896（2001年）。

## 人口
该地2001年总人口20896人，其中男性10493人，女性10403人；0—6岁人口2218人，其中男1077人，女1141人；识字率72.54%，其中男性为80.98%，女性为64.02%。